# Экономика строительства
Экономика строительства — прикладная наука, изучающая особенности экономических отношений в строительной отрасли.
Основное отличие от экономики промышленности связано с тем, что в строительстве не создаются товары, а производятся работы по созданию основных средств производственных и непроизводственных отраслей народного хозяйства.
В связи с этим стоимость строительной продукции определяется не на стадии продажи товара, а на стадии заключения договора. Кроме того, практически все здания индивидуальны, как и их цена. Поэтому в строительстве широко распространены методы оценки стоимости с помощью смет, а также методы косвенных оценок стоимости недвижимости.

## Основные положения

### Понятие и задачи экономики строительства
Понятие «Экономика строительства» означает как науку, так и учебную дисциплину. С научной точки зрения экономика строительства изучает экономические отношения, складывающиеся между участниками инвестиционно-строительной деятельности. К таким участникам относят инвесторов, государственных и муниципальных заказчиков, технических заказчиков, проектно-изыскательские организации, подрядчиков, поставщиков и др. Экономические отношения между ними складываются в основном на основе договоров и реализуются в процессе строительства зданий и сооружений. Кроме того, договоры связывают работодателей и работников строительства; экономическое содержание этих отношений также являются предметом рассмотрения экономики строительства.
За рубежом экономика строительства выделилась, как отдельная дисциплина в 1970-х годах (см. de:Bauökonomie  (нем.)). В англоязычных странах, в первую очередь в Великобритании и США, экономические вопросы часто относят к управлению строительством (en:Construction_management  (англ.)). При этом выделяют такие области, как управление стоимостью (en:Total_cost_management  (англ.)), подсчет объёмов работ (en:Quantity_surveyor  (англ.)), составление смет (en:Cost_estimate  (англ.)), экономика недвижимости (en:Real_estate_economics  (англ.)). В то же время употребляется и понятие, аналогичное экономике строительства: Construction economics.
Основными задачами экономики строительства являются: адекватное определение стоимости будущего строительного объекта, выбор наиболее экономичных вариантов технических и организационных решений, тщательная проработка экономической части конкурсной и договорной документации, экономное расходование ресурсов и рациональная организация заработной платы в строительных организациях.

### История возникновения и развития
Уже в глубокой древности возникла потребность в определении и планировании объёмов строительных работ, расхода материальных и трудовых ресурсов.
С возникновением товарно-денежных отношений появляется и потребность в экономике строительства, как науке о совокупности экономических отношений в строительстве. Затраты на покупные строительные материалы, инструменты, на рабочую силу финансировались из казны ещё в Древнем Египте, Вавилоне, в Древней Греции и Древнем Риме. Для частного строительства заключались договоры, в которых указывались обязанности подрядчика и цена строительства.
В эпоху развития капитализма стали учитываться дополнительные статьи затрат: аренда земельных участков, проценты за кредит, компенсация строительных рисков и др. Значительное развитие получила теория экономической эффективности инвестиций. Социалистические методы хозяйствования в СССР, КНР и других странах социализма привели к возникновению глобального экономического планирования, планового ценообразования в строительстве, однако дальнейшего развития эти методы не получили. Последним крупным явлением советской экономики строительства стало возникновение внутреннего (бригадного, коллективного) хозрасчёта в строительных организациях в 1970—1980-х годах.
Современная экономика строительства охватывает экономические процессы, происходящие на всем жизненном цикле строительного объекта: на предынвестиционном и предпроектном этапах, во время проектирования и строительства, а также в период эксплуатации, реконструкции, при реализации и прекращении эксплуатации объекта.

### Экономические особенности строительства
Объекты строительства, а также строительная отрасль в целом имеют ряд важных особенностей, отличающих их от продукции промышленности:
- Строительный объект — искусственный объект недвижимости, размещается на земельном участке.
- Нет двух одинаковых строительных объектов, проектная документация создается каждый раз заново.
- Для создания, реконструкции строительного объекта необходимо получить разрешение органа местного самоуправления или иного уполномоченного органа[5].
- Строительные объекты крупные и сложные, возводятся в течение ряда лет, требуют большого количества разнообразных ресурсов.
- В процессе строительства взаимодействуют подчас десятки компаний; заключаются многочисленные договоры подряда, поставок и оказания услуг.
- Конкуренция в строительстве проявляется на стадии проведения торгов, то есть до начала возведения объекта; на этом же этапе определяется стоимость объекта.
- В процессе строительства стоимость объекта может изменяться по объективным и субъективным причинам; оплата работ производится обычно поэтапно.
- Подрядный рынок обычно имеет региональные рамки, тогда как поставки строительных материалов и конструкций могут иметь обширную географию.

Понимание этих особенностей определяет поведение хозяйствующих субъектов на рынке. В частности, технический заказчик стройки, работающий в интересах инвестора, должен сокращать затраты, однако не доводить экономию до абсурда, иначе это непременно скажется на качестве работ.

## Этапы жизненного цикла строительного объекта
Основные этапы жизненного цикла см. в Строительный инжиниринг#Инженерное обеспечение строительства. На всех этапах жизненного цикла должны использоваться соответствующие экономические методы. Так, на предынвестиционной стадии выбирается наиболее эффективное (с социальной и экономической точек зрения) направление планируемых инвестиций, определяется ориентировочная потребность в финансировании стройки. Может составляться бизнес-план сооружения (реконструкции) объекта. В России основная роль на этой стадии при бюджетном финансировании принадлежит государственному (муниципальному) заказчику, при других видах финансирования — инвестору.
Предпроектная стадия начинается с выбора технического заказчика. На этой стадии составляются документы, определяющие основные черты будущего объекта: обоснование инвестиций, технико-экономическое обоснование. Стоимость объекта и будущие эксплуатационные затраты определяется приближенно, поскольку детали проекта не проработаны. Однако эта стадия очень важна, так как допущенные ошибки впоследствии исправить будет трудно или невозможно. На этом этапе производится также подготовка к проектированию: определяется стоимость проектно-изыскательских работ, готовятся соответствующие договоры, проводятся инженерные и экономические изыскания, определяется размер платы за технологическое присоединение (подключение) к сетям, стоимость аренды (покупки) земельного участка.
Стадия проектирования здания (сооружения) начинается с подписания договора на разработку проектной документации. Стоимость работ этой стадии обычно составляет 6-8 % стоимости строительства объекта, длительность в зависимости от сложности объекта может составлять ориентировочно от полугода до двух лет до начала строительства и продолжается во время строительства. Для проектных и изыскательских организаций эта стадия приносит основную долю доходов. В расходах проектной организации главную роль играет заработная плата, поэтому руководству такой фирмы необходимо найти равновесие между уровнем зарплаты, достаточным для квалифицированных специалистов, и конкурентоспособной ценой проектных работ.
Экономической частью проектной документации являются сметные расчеты. По окончании проектирования сметные расчеты проверяются органами экспертизы на предмет достоверного определения сметной стоимости (это действие обязательно только при финансировании из государственного бюджета России). При проверке сметная стоимость объекта может быть изменена. При объявлении конкурса на подрядные работы и на закупку оборудования сметная стоимость является основой для назначения начальной (максимальной) цены контракта. Экономическая сторона взаимоотношений заказчика и подрядчика должна быть тщательно оговорена в контракте, включая размер аванса, денежного обеспечения и взаимные расчеты.
Во время строительства подрядчик самостоятельно расходует денежные средства на строительные материалы, заработную плату, работу строительных машин и иные нужды. При этом он должен укладываться в договорные суммы, чтобы не остаться в убытке и обеспечить необходимую рентабельность производства. Оплата работ заказчиком производится, как правило, ежемесячно после подписания актов о приемке работ. Для экономии затрат подрядчик должен выбирать наиболее выгодных поставщиков материалов и конструкций, не допускать перерасхода ресурсов, правильно организовать системы заработной платы и эксплуатации машин. Важную роль играет сокращение накладных расходов, большая часть которых зависит от продолжительности строительства. Технический заказчик при осуществлении строительного контроля должен следить за тем, чтобы экономия средств не приводила к ухудшению качества строительства. В период строительства наиболее употребительны методы управления проектом: управление стоимостью, сроками, персоналом, рисками и др.
Этап строительства заканчивается получением разрешения на ввод объекта в эксплуатацию. Во время эксплуатации методы экономики строительства применяются при реконструкции и капитальном ремонте объекта, при обосновании целесообразности дальнейшей эксплуатации или прекращения эксплуатации. Для некоторых опасных объектов (например, атомных электростанций) расходы на прекращение эксплуатации и изоляцию отходов резервируются во время работы объекта. Согласно концепции жизненного цикла, эксплуатационные расходы, включая прекращение эксплуатации, необходимо учитывать при обосновании строительства.
При купле-продаже объекта появляется необходимость определения цены на недвижимость, которая, как отмечено выше, является индивидуальной.

## Основные разделы экономики строительства

### Экономическая эффективность инвестиций
Определение эффективности инвестиций производится на различных этапах жизненного цикла. Задача количественного определения эффективности заключается в соотнесении результатов (для коммерческих проектов — прибыли) с соответствующим затратами (инвестициями). При наличии нескольких вариантов инвестиций одновременно выбирается вариант с наилучшей эффективностью, при этом "фоновым" вариантом часто подразумевается банковский депозит: если расчетная эффективность отрицательна, выгоднее вложить средства в банк, чем в рассматриваемый проект. Критерием сравнения служит обычно чистая приведённая стоимость или внутренняя норма доходности, в простых случаях — срок окупаемости инвестиций. Для некоммерческих проектов с фиксированным результатом выбирается вариант с наименьшими затратами.
Для крупных инвестиционных проектов оценка стоимости может производиться 4-5 раз с постепенным уточнением, соответственно оценка эффективности проекта может проводиться неоднократно. Современные методы определения экономической эффективности позволяют учитывать затраты и результаты разных периодов, а также единовременные, текущие и повторяющиеся затраты. При проектировании и подготовке строительства рассматривается не только эффективность проекта в целом, но и производится выбор конкретных объемно-планировочных решений, конструкций, технологий.

### Сметная стоимость строительства
Стоимость строительного объекта на этапах проектирования и строительства оценивается на основе сметы, то есть расчета предстоящих затрат. Сметную стоимость в РФ принято разделять на стоимость строительных работ, монтажных работ (имея в виду монтаж технологического оборудования), самого оборудования и прочих затрат. За рубежом, как правило, стоимость монтажных работ и оборудования объединены; отдельно выделяются планируемые затраты на содержание строительных машин, пусконаладочные и проектные работы, расходы на управление проектом, содержание офиса и др.
Смета всегда имеет ту или иную погрешность из-за неточного определения объемов работ, усреднения показателей расхода ресурсов и колебания цен, поэтому к итогу необходимо добавлять некоторый резерв. В РФ на стадии проектирования он составляет от 2 до 10 процентов, что часто не покрывает вынужденную неточность смет. За рубежом резерв зависит от стадии определения затрат и для крупных проектов рассчитывается на основе анализа рисков.

### Экономическая часть договоров подряда
Экономическая часть подрядных договоров заключается прежде всего в определении согласованной цены договора, а также размера аванса и обеспечения исполнения договора, порядка расчетов, санкций за неисполнение обязательств.
Цена договора может быть твёрдой или приблизительной. Существует несколько разновидностей договорной цены. В РФ при бюджетном финансировании максимальная цена договора предварительно определяется заказчиком и может быть снижена подрядчиком в результате тендерных процедур. В других случаях, а также в большинстве зарубежных стран, заказчик не обязан объявлять начальную цену, которая складывается в результате конкурентной борьбы подрядчиков. Чрезмерное занижение подрядчиком цены договора на торгах может в ходе строительства приводить к ухудшению качества строительства, попыткам навязать заказчику дополнительные соглашения, иногда к срыву сроков исполнения договора.
Размер аванса должен обеспечивать подрядчику разворот строительной базы на площадке (мобилизацию), приобретение необходимого запаса материалов, аренду (покупку) необходимой строительной техники и др. При бюджетном финансировании размер аванса не должен превышать 30 % договорного объёма работ, но в большинстве случаев такой аванс и не нужен. Аванс учитывается в расчетах за последующие этапы. Заказчик может потребовать указать в договоре обеспечение возврата аванса в случае досрочного расторжения договора.

### Экономное использование строительных ресурсов
Ресурсы в строительстве могут быть разделены на две группы: расходуемые (финансовые, материальные, энергетические, природные) и не расходуемые (информационные, трудовые, технические, организационно-технологические).
Материальные ресурсы входят в состав оборотных средств, поэтому для них важно определить размер оптимального запаса на стройке: слишком большой запас ухудшает оборачиваемость, увеличивает емкость складов и затраты на хранение. Напротив, слишком малый запас повышает риски невыполнения работ в срок. Кроме того, стоимость строительных материалов часто составляет более половины всех расходов на стройке, поэтому подрядчику важно выбрать надежных и выгодных поставщиков, установить с ними долгосрочные договорные отношения.
Технические ресурсы представлены в первую очередь строительными машинами и механизмами. Они относятся к основным средствам строительных организаций. Однако часто строительные организации берут машины в аренду. В этом случае арендованные машины не ставятся на баланс предприятия. Для повышения показателей эффективности использования техники оптимизируют парк машин, выбирают экономичные схемы механизации стройки, увеличивают коэффициент использования машин.
Трудовые ресурсы — наиболее ценный вид ресурсов, так как на формирование трудового коллектива могут уйти годы. Улучшение использования трудовых ресурсов означает повышение производительности труда в строительстве. Ведущую роль для роста производительности труда играет система заработной платы в строительной организации. Системы оплаты труда подразделяются на тарифные и бестарифные, а также смешанные. Для рабочих в строительстве целесообразно применять тарифную систему оплаты на основе нормативов выработки. Во избежание задержек заработной платы в организации следует создавать резерв, так как оплата заказов в строительстве может быть крайне неравномерной.

### Коммерческая деятельность строительных организаций
Коммерческая деятельность подрядных фирм направлена на получение прибыли или, как минимум, на достижение безубыточности работы. К сожалению, до сих пор до 30 % строительных организаций убыточны. Для достижения коммерческого успеха строительная организация должна улучшать качество и соблюдать сроки выполняемых работ, снижать затраты, стараться расширить рынок сбыта и осваивать новые виды работ. Поскольку основу коммерции подрядной организации составляет участие в конкурсах, реклама занимает относительно небольшое место в этой деятельности.
Качество выполняемых работ и соблюдение договорных сроков являются главными средствами достижения репутации на подрядном рынке, позволяющими выдерживать конкуренцию и не снижать, а в некоторых случаях и повышать цену на строительную продукцию. Соблюдение договорных сроков, помимо этого, устраняет одну из основных причин убыточности строительных организаций — неустойки и штрафы со стороны заказчика.
Снижение затрат, как указано выше, связано с экономией и сохранностью материальных ресурсов, с рациональным использованием технических ресурсов, а также со снижением условно-постоянных, в первую очередь, накладных расходов. На снижение условно-постоянных расходов влияет прежде всего сокращение продолжительности строительства объектов.
В рамках коммерческой деятельности необходимо также соблюдать налоговое законодательство страны. Основными налогами строительных организаций в РФ являются налоги на добавленную стоимость, на имущество, на прибыль, а также начисления на заработную плату. Задача правильного исчисления налогов, ведение учёта и отчетности лежит в основном на бухгалтерии строительной фирмы. На основании данных учёта производится анализ производственной и коммерческой деятельности, вырабатывается стратегия развития организации.

### Оценка стоимости недвижимых объектов
После окончания строительства оформляется разрешение на ввод объекта в эксплуатацию и акт о приёме-передаче здания (сооружения). На основании этих документов, в которых указывается размер израсходованных средств, объект ставится на балансовый учёт владельца в качестве основных средств. На эту сумму начинает начисляться амортизация. Отметим, что стоимость ремонтов не увеличивает балансовую стоимость объекта, а стоимость реконструкции, модернизации, достройки — увеличивает. Разница между первоначальной стоимостью основных средств и суммой амортизационных отчислений называется остаточной стоимостью. Она может быть взята за основу цены, если владелец здания собирается его продать.
Однако остаточная стоимость — не единственный фактор при определении цены продажи. Применяется несколько методов оценки недвижимости, основанных на затратном, доходном и сравнительном подходах. При затратном подходе рассчитываются затраты, необходимые для возведения такого же объекта, за вычетом износа. При доходном подходе определяется возможный доход от дальнейшей эксплуатации объекта. При сравнительном подходе основываются на данных об объекте-аналоге, стоимость которого известна. Оценка недвижимости выполняется профессиональными оценщиками, объединяющимися в саморегулируемые организации оценщиков.